# Norra Vedbo tingslag
Norra Vedbo tingslag var ett tingslag i Jönköpings län.
Tingslaget bildades 1680 och uppgick 1 januari 1948 (enligt beslut den 10 juli 1947) genom av ett samgående av Södra Vedbo tingslag i Norra och Södra Vedbo domsagas tingslag.
Tingslaget omfattade Norra Vedbo härad och ingick i Norra och Södra Vedbo domsaga, bildad 1799.